# Троттер, Брок
Брок Троттер (англ. Brock Trotter; 16 января 1987, Брандон (Манитоба), Канада) — канадский хоккеист, крайний нападающий.

## Карьера
Начал профессиональную карьеру в 2003 году в низших североамериканских лигах. После того как в 2008 году в составе команды Денверского Университета стал чемпионом NCAA, получил приглашение в свой первый профессиональный клуб — «Гамильтон Булдогс», представлявший АХЛ. Благодаря хорошей игре был вызван в состав клуба НХЛ «Монреаль Канадиенс».
Брок дебютировал в НХЛ 6 февраля 2010 года в победном матче против «Питтсбург Пингвинз». Однако, проведя лишь 2 матча в составе «Монреаля», Троттер вернулся в «Гамильтон», где стал лучшим снайпером по итогам сезона, набрав 96 (44+52) очков в 94 играх.
28 июля 2010 года принял решение подписать двухлетний контракт с рижским «Динамо», в составе которого в сезоне 2010/11 он стал одним из открытий клуба, набрав 35 (13+22) очков в 60 проведённых матчах. По окончании сезона, 15 июня 2011 года Троттер воспользовался пунктом в своём соглашении, по которому оно могло быть расторгнуто, в случае если у него появится возможность заключить контракт с клубом НХЛ, и две недели спустя Брок вернулся в «Канадиенс», заключив с ними соглашение сроком на 1 год. Тем не менее, сезон 2011/12 Троттер вновь начал в составе «Гамильтона», и, проведя на площадке 5 матчей, в которых он набрал 7 (2+5) очков, 23 октября он был обменян в «Финикс Койотис» и присоединился к его фарм-клубу «Портленд Пайретс».

## Достижения
- Чемпион NCAA 2008.

## Статистика выступлений
Последнее обновление: 1 февраля 2012 года
|                 |                        |                 | Регулярный сезон | Регулярный сезон | Регулярный сезон | Регулярный сезон | Регулярный сезон | Регулярный сезон | Плей-офф | Плей-офф | Плей-офф | Плей-офф | Плей-офф | Плей-офф |
| Сезон           | Команда                | Лига            | Игр              | Г                | П                | Очк              | +/-              | Штр              | Игр      | Г        | П        | Очк      | +/-      | Штр      |
| --------------- | ---------------------- | --------------- | ---------------- | ---------------- | ---------------- | ---------------- | ---------------- | ---------------- | -------- | -------- | -------- | -------- | -------- | -------- |
| 2004/05         | Линкольн Старз         | USHL            | 60               | 20               | 38               | 58               | --               | 84               | 4        | 2        | 3        | 5        | --       | 0        |
| 2005/06         | Денверский Университет | NCAA            | 5                | 3                | 2                | 5                | --               | 2                | —        | —        | —        | —        | —        | —        |
| 2006/07         | Денверский Университет | NCAA            | 40               | 16               | 24               | 40               | --               | 22               | —        | —        | —        | —        | —        | —        |
| 2007/08         | Денверский Университет | NCAA            | 24               | 13               | 18               | 31               | --               | 18               | —        | —        | —        | —        | —        | —        |
| 2007/08         | Гамильтон Булдогс      | АХЛ             | 21               | 3                | 6                | 9                | +2               | 4                | —        | —        | —        | —        | —        | —        |
| 2008/09         | Гамильтон Булдогс      | АХЛ             | 76               | 18               | 31               | 49               | +8               | 32               | 6        | 0        | 1        | 1        | -1       | 13       |
| 2009/10         | Гамильтон Булдогс      | АХЛ             | 75               | 36               | 41               | 77               | +33              | 56               | 19       | 8        | 11       | 19       | +5       | 14       |
| 2009/10         | Монреаль Канадиенс     | НХЛ             | 2                | 0                | 0                | 0                | -1               | 0                | —        | —        | —        | —        | —        | —        |
| 2010/11         | Динамо Рига            | КХЛ             | 49               | 9                | 17               | 26               | +3               | 38               | 11       | 4        | 5        | 9        | -7       | 10       |
| 2011/12         | Гамильтон Булдогс      | АХЛ             | 5                | 2                | 5                | 7                | -3               | 4                | —        | —        | —        | —        | —        | —        |
| 2011/12         | Портленд Пайретс       | АХЛ             | 29               | 10               | 18               | 28               | -5               | 14               | —        | —        | —        | —        | —        | —        |
| Всего в НХЛ     | Всего в НХЛ            | Всего в НХЛ     | 2                | 0                | 0                | 0                | -1               | 0                | —        | —        | —        | —        | —        | —        |
| Всего в КХЛ     | Всего в КХЛ            | Всего в КХЛ     | 49               | 9                | 17               | 26               | +3               | 38               | 11       | 4        | 5        | 9        | -7       | 10       |
| Всего в карьере | Всего в карьере        | Всего в карьере | 286              | 130              | 200              | 330              | +37              | 274              | 40       | 14       | 20       | 34       | -3       | 37       |